# Андреева, Елена Станиславовна
Елена Станиславовна Андреева (род. 15 февраля 1958) — российский учёный-физик, лауреат Государственной премии РФ в области науки и технологий (1998).

## Биография
Окончила МГУ.
С 1 сентября 1984 года работает на физическом факультете МГУ, отделение геофизики, кафедра физики атмосферы.
Кандидат физико-математических наук (1992). Тема диссертации: «Методы и алгоритмы спутниковой радиотомографии ионосферы». 
с 22 мая 1997 года — доцент, старший научный сотрудник по специальности «математическая физика». 
Автор учебных курсов:
- «Физика верхней атмосферы» (2007)
- «Лучевая радиотомография ионосферы» (2005)

Автор и соавтор более 80 статей, 2 книг, 27 докладов на конференциях. 
Книги:
- «Радиотомография ионосферы» (2007, Куницын В.Е., Терещенко Е.Д., Андреева Е.С. место издания Физматлит Москва, ISBN 978-5-9221-0795-2 , 255 с.)
- «Радиотомография глобальных ионосферных структур» (1990, Куницын В.Е., Терещенко Е.Д., Андреева Е.С., Галинов А.В., Мельниченко Ю.А., Степанов В.А., Филимонов М.А., Черняков С.М. место издания Кольский научный центр АН СССР Апатиты, ISBN Препринт ПГИ 90-10-78, 29 с.)

Лауреат Государственной премии РФ в области науки и технологий (1998) в составе коллектива: Андреева Е. С., Куницын В. Е., Мельниченко Ю. А., Терещенко Е. Д., Худукон Б. З., Ораевский В. Н., Разинков О. Г., Ружин Ю. Я.